# Јонагуни језик
Јонагуни језик (ISO 639-3: yoi) један од три сакишимских језика, јапанска породица, којим говори 800 људи (2004) на острву Јонагуни и јужној Окинави.
Данас га говоре углавном одрасле особе; у употреби је и јапански језик.

## Систем писања
Јонагуни језик је писан са јединственим системом писања по имену Каида логограм. Међутим, након освајања од стране Ријкиј краљевства и касније анексије од стране Јапанског царства, логограми су замењени јапанским кана и кинеским знаковима.